# Jean Dutourd
Jean Dutourd (* 14. Januar 1920 in Paris; † 17. Januar 2011 ebenda) war ein französischer Schriftsteller, Journalist, Essayist und Mitglied der Académie française.

## Leben
Jean Dutourd wuchs als Sohn eines Zahnarztes in Brioude und Paris auf. Im Alter von 7 Jahren verlor er seine Mutter. Er besuchte das Lycée Janson de Sailly. 1940 tat er Kriegsdienst, kam in deutsche Gefangenschaft, floh und studierte an der Sorbonne. Von 1942 bis 1944 gehörte er der Résistance an. Bei der Befreiung von Paris kämpfte er in vorderster Front. Dann wandte er sich dem Journalismus zu. Ab 1947 arbeitete er für 3 Jahre bei der BBC in London. Innerhalb von 60 Jahren schrieb er 20 Romane und 50 weitere Bücher. Politisch wechselte er als ursprünglicher Linksgaullist von links nach rechts. Seine oft scharfe Polemik brachte ihm 1978 ein Attentat auf seine Wohnung ein, die durch eine Bombe verwüstet wurde. Im selben Jahr wählte ihn die Académie française auf den Sitz Nr. 31. 
Er starb 2011 im Alter von 91 Jahren und wurde auf dem Friedhof Montparnasse in Paris beerdigt. In Montigné-lès-Rairies ist ein Platz nach ihm benannt.

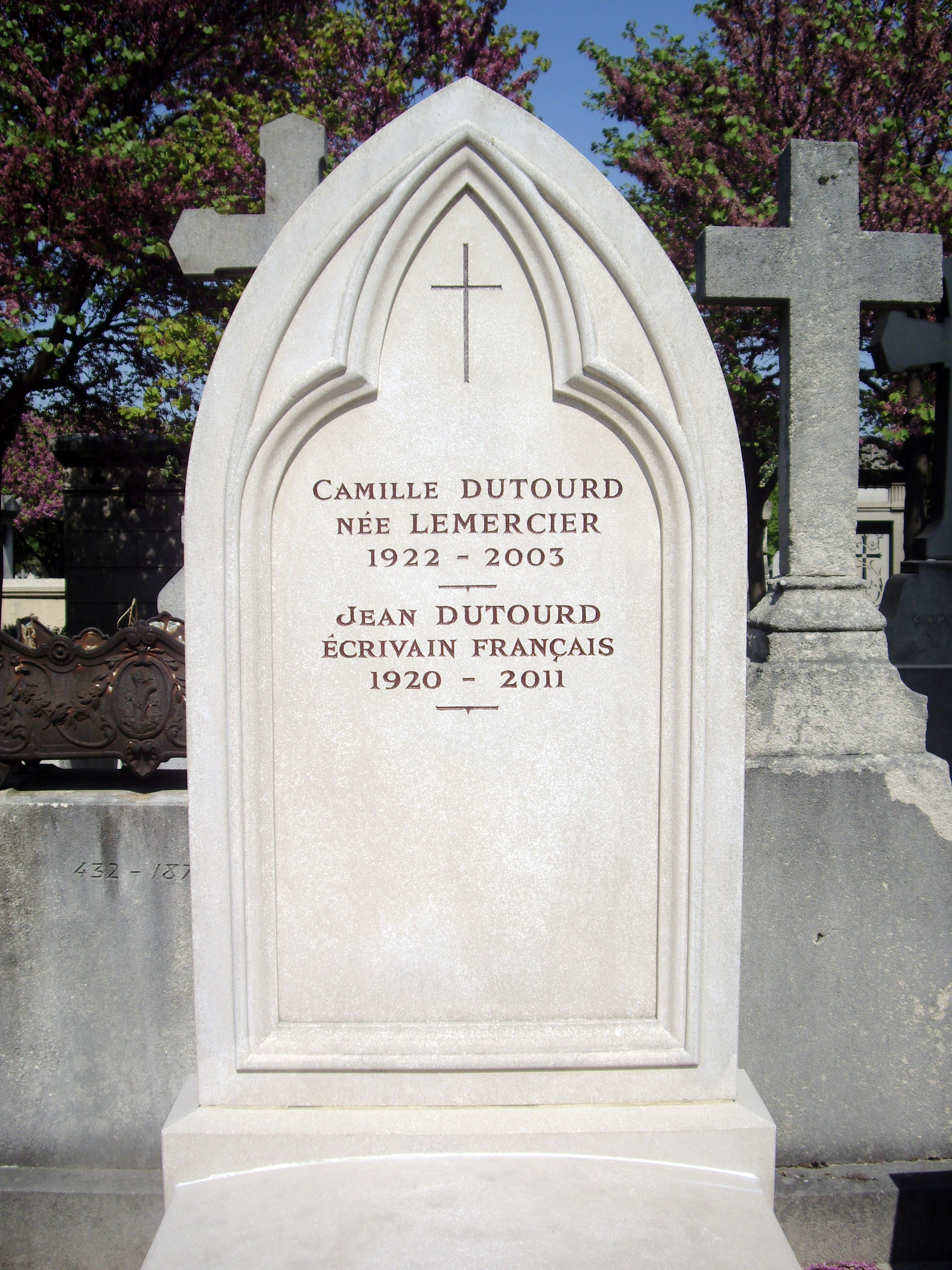
Grab von Jean Dutourd auf dem Friedhof Montparnasse in Paris

## Auszeichnungen (Auswahl)
- 1994: Ordre des Arts et des Letres (Komur)[1]
- 2004: Großoffizier der Ehrenlegion[2]
- Kommandeur des Ordre national du Mérite[3]

## Werke

### Romane
- Le Déjeuner du lundi. Gallimard, Paris 1947. Laffont, Paris 1961.
- Une tête de chien. Gallimard, Paris 1950.
- Au bon beurre ou dix ans de la vie d'un crémier. Scènes de la vie sous l’Occupation. Gallimard, Paris 1952. (Prix Interallié)
  - (deutsch) Fett schwimmt oben. Kiepenheuer & Witsch, Köln 1953. (übersetzt von Walter Widmer)
- Doucin. Confession. Gallimard, Paris 1955.
- Les Dupes. Gallimard, Paris 1959. (Novellen)
- Les Horreurs de l’amour. Gallimard, Paris 1963.
- Le Demi-Solde. Gallimard, Paris 1965.
- Pluche ou l’Amour de l’art. Flammarion, Paris 1967. (Malerroman)
- Le Printemps de la vie. Flammarion, Paris 1972.
- 2024. Gallimard, Paris 1976.
- Mascareigne. Julliard, Paris 1977. (politische Fiktion)
- Mémoires de Mary Watson. Flammarion, Paris 1980.
- Henri ou l’Éducation nationale. Flammarion, Paris 1983.
- Le Séminaire de Bordeaux. Flammarion, Paris 1987.
- Portraits de femmes. Flammarion, Paris 1991.
- L’Assassin. Flammarion, Paris 1993.
- Journal intime d’un mort. Plon, Paris 2004.
- Les perles et les cochons. Histoires immorales. Plon, Paris 2006.
- Leporello. Plon, Paris 2007.

### Essais und weitere Werke
- Le Complexe de César. Robert Laffont, Paris 1946. (Prix Stendhal)
- Galère. Granges-Vieilles, Gouttebaron, Paris 1947. (Dichtung)
- L’Arbre. Gallimard, Paris 1948. (Theater)
- Le Petit Don Juan. Traité de la séduction. Robert Laffont, Paris 1950.
  - deutsch: Der kleine Don Juan. Mit 99 Rezepten für Verführer. Verlag der Europäischen Bücherei, Bonn 1951.
- Les Taxis de la Marne. Gallimard, Paris 1956.

- Rivarol. Mercure de France, Paris 1963.

- La Fin des Peaux-Rouges. Gallimard, Paris 1964. (moralités)
- Le Fond et la Forme. Essai alphabétique sur la morale et sur le style. 3 Bde. Gallimard, Paris 1958–1965.
- L’Âme sensible. Gallimard, Paris 1959. (Stendhal, Napoleon usw.)
- Petit Journal 1965–1966. Julliard, Paris 1969. (Artikel aus Candide)
- L’École des jocrisses. Flammarion, Paris 1970. (Bildungskritik)
- Le Crépuscule des loups. Flammarion, Paris 1971. (moralités)
- Le Paradoxe du critique, suivi de Sept Saisons. Flammarion, Paris 1972. (Theaterkritik)
- Carnet d’un émigré. Flammarion, Paris 1973.
- Cinq ans chez les sauvages. Flammarion, Paris 1977.
- Les Choses comme elles sont. Stock, Paris 1978. (Interviews)
- Les Matinées de Chaillot. SPL, Paris 1978.
- Le Bonheur et autres idées. Flammarion, Paris 1980.
- Un ami qui vous veut du bien. Flammarion, Paris 1981. (Muster anonymer Briefe)
- De la France considérée comme une maladie. Flammarion, Paris 1982.
- Le Socialisme à tête de linotte. Flammarion, Paris 1983.
- Le Septennat des vaches maigres. Flammarion, Paris 1984.
- La Gauche la plus bête du monde. Flammarion, Paris 1985.
- Le Mauvais Esprit, entretiens avec J.-É. Hallier. Olivier Orban, Paris 1985. (Gespräche mit Jean-Edern Hallier)
- Contre les dégoûts de la vie. Flammarion, Paris 1986.
- Conversation avec le Général. Michèle Trinckvel, Paris 1986. Flammarion, Paris 1990 (Gespräch mit Charles De Gaulle 1956)
- Le Spectre de la rose. Flammarion, Paris 1986.
- Ça bouge dans le prêt à porter. Flammarion, Paris 1989. (Sprachkritik)
- Les Pensées. Le Cherche-Midi, Paris 1990.
- Loin d’Édimbourg. Harangues. De Fallois, Paris 1990.
- Vers de circonstances. Cherche-Midi, Paris 1992.
- Domaine public. Flammarion, Paris 1994. (Literaturkritik)
- Le Vieil Homme et la France. Flammarion, Paris 1994. (autobiographisch)
- Le Septième Jour, récits des temps bibliques. Flammarion, Paris 1995. (psychologische Ausschmückung der Genesis)
- Le Feld-Maréchal von Bonaparte. Flammarion, Paris 1996. (Kritik der  Französischen Revolution)
- Scènes de genre et tableaux d’époque. Guy Trédaniel, Paris 1996.
- Journal des années de peste 1986–1991. Plon, Paris 1997.
- Scandale de la vertu. De Fallois, Paris 1997. (Chroniken, einschließlich Verteidigung Serbiens)
- Grand chelem à cœur. Editions du Rocher, Monaco 1998. (50 Seiten)
- À la recherche du français perdu. Plon, Paris 1999. (Sprachkritik)
- Jeannot, mémoires d’un enfant. Plon, Paris 2000. (autobiographisch von 6–13 Jahren)
- Le Siècle des Lumières éteintes. Plon, Paris 2001. (Chroniken in France Soir 1992–1998)
- Dutouriana. Plon, Paris 2002. (Aphorismensammlung)
- Les voyageurs du Tupolev. Plon, Paris 2003. (Reise mit Louis Aragon und Elsa Triolet 1957 nach Moskau)
- La grenade et le suppositoire. Plon, Paris 2008. (Chroniken 1975–1978)
- La Chose écrite. Chroniques littéraires. Flammarion, Paris 2009.

### Gesammelte Werke
- Œuvres complètes. 3 Bde. Flammarion, Paris 1979–1984–2009.
- Trilogie française. Le Séminaire de Bordeaux, Portraits de femmes, l’Assassin. Flammarion, Paris 1997.
- Essais et autobiographies. Plon, Paris 1999.

### Übersetzungen
- Ernest Hemingway: Le Vieil Homme et la Mer. Gallimard, Paris 1952.
- Truman Capote: Les Muses parlent. Gallimard, Paris 1959.
- G. K. Chesterton: L’Œil d’Apollon. Retz, Paris 1977.